# Oběti nacistického Německa v Československu

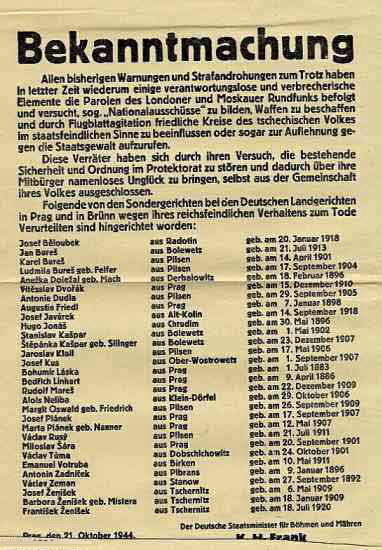
Německá vyhláška o popravených Češích

Mezi oběti nacistického Německa z Československa patří osoby, které zahynuly v bezprostředním důsledku nacistické okupace. Jejich počet však není zcela přesně znám. Podle poválečných oficiálních statistik činí počet obětí nacismu z celé Československé republiky za léta 1939–1945 celkem 360 000 lidí. Toto číslo bývá někdy zpochybňováno. Podle posledních bádání historiků Vojenského ústředního archívu v Praze činí počet obětí německého nacismu zhruba 343 tisíc osob. Do tohoto počtu však nejsou zahrnuti lidé, kteří zemřeli po druhé světové válce na následky týrání, perzekucí, věznění v koncentračních táborech a věznicích, totálního nasazení apod.

## Odhady počtu obětí
Časopis Národní osvobození v č. 1/2000 uvedl následující odhady počtu obětí dle poválečných údajů:
| koncentračních táborů a věznic                                                                             | 20 000  |
| obětí z totálního nasazení                                                                                 | 3 000   |
| obětí 1. stanného práva                                                                                    | 500     |
| obětí v masových hrobech na Slovensku                                                                      | 5 350   |
| obětí 2. stanného práva                                                                                    | 5 000   |
| padlých ve Svobodově armádě                                                                                | 4 570   |
| obětí z pochodů smrti                                                                                      | 10 000  |
| padlých na západních frontách                                                                              | 3 220   |
| obětí leteckých náletů                                                                                     | 7 500   |
| padlých letců z RAF                                                                                        | 560     |
| obětí nacistického teroru                                                                                  | 10 000  |
| obětí z hnutí odporu v cizině                                                                              | 450     |
| obětí z řad parašutistů                                                                                    | 800     |
| zahynulých a nezvěstných                                                                                   | 10 000  |
| obětí z řad partyzánů                                                                                      | 4 100   |
| padlých z ČSA                                                                                              | 1 720   |
| padlých v květnu 1945                                                                                      | 3 467   |
| Židé z Protektorátu, Sudet, Slovenska a Zakarpatské Ukrajiny umučení v koncentračních táborech a věznicích | 270 000 |

## Teror německé okupační správy

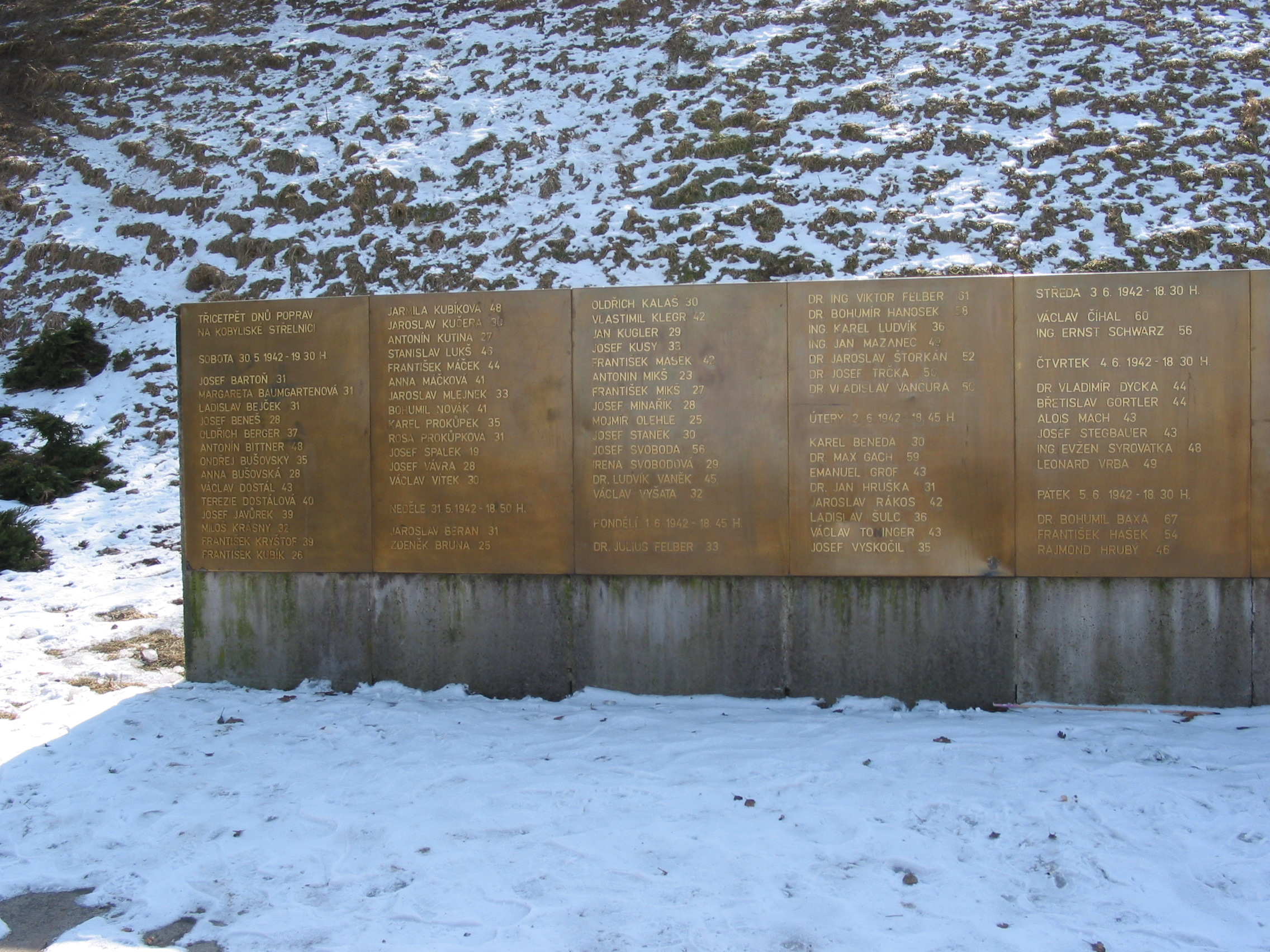
Desky se jmény popravených na Kobyliské střelnici

V samotném Protektorátu Čechy a Morava bylo obyvatelstvo podrobeno teroru německé okupační správy. Gestapo ihned na začátku okupace pozatýkalo vedoucí sociální demokraty, komunisty, německé emigranty a veřejně činné antifašisty. Popravy začaly hned po 15. březnu 1939. Dalším okruhem lidí určeným k likvidaci byli Židé, Romové a česká inteligence. Popravovalo se za odbojovou činnost, za sabotáže, za tisk, roznášení či přechovávání protistátních letáků, za poslouchání zahraničního rozhlasu. Trestu smrti neušli ani lidé, kteří ve větší míře obchodovali s potravinami mimo běžný lístkový systém. Lidé byli popravováni za ukrývání zbraní, partyzánů či za veřejné prezentování svého vlastního názoru, který byl negativní vůči Němcům. Trest smrti hrozil i těm, kteří o výše uvedeném věděli, ale neohlásili to. V některých případech hrozil trest smrti celé rodině. Nejznámějšími popravišti byla Pankrácká sekyrárna v Praze a Kounicovy koleje v Brně, kde se popravovalo na šibenici a zastřelením. Vzhledem k tomu, že v Brně žila početná německá menšina, popravy zde byly veřejné a staly se oblíbenou podívanou pro brněnské Němce. Ti si dokonce odnášeli popel zastřelených českých vlastenců, aby si jím hnojili své zahrádky. Při vyhlášení stanného práva docházelo k masovému zatýkání a brutalitě, která měla zlomit český národ. Zatčení byli jen na základě nařízení gestapa během tři dnů odsouzeni a popraveni.
Dalšími oběťmi nacistického teroru byli obyvatelé vesnic, které nacisté vypálili. Mezi nejznámější patří Lidice, Ležáky a Javoříčko, ale vypálených vesnic se zmasakrovaným obyvatelstvem bylo mnoho jak na Slovensku, tak na východní Moravě, kde od roku 1944 aktivně působily partyzánské skupiny. Ještě na jaře 1945, kdy už bylo o výsledku války rozhodnuto, popravovali nacisté civilní obyvatelstvo pouze při podezření z nějaké protiněmecké činnosti. Věšelo se ihned na stromech či telefonních sloupech, nebo se lidé postavili ke zdi a zastřelili.
V samém závěru války byl již nacistický teror zcela nekontrolovatelný. Lidé byli stříleni a věšeni i za to, že projevovali radost nad blížícím se koncem války či jako pomstu za německou porážku ve válce. Bezbranné civilní osoby byly brány jako „rukojmí“ při potlačování povstání. Masakry se uskutečnily v Javoříčku, Ploštině, Prlově, Německém Brodu, Třešti, Přerově, Zlatníkách, Dolních Břežanech, Lahovicích, Psárech u Jílového a na mnoha dalších místech a vyvrcholily při Pražském povstání, kdy se jednotky Wehrmachtu, SS i Volkssturmu podílely nejen na brutálních popravách ozbrojených povstalců, ale i na vraždění civilních obyvatel. Masakry probíhaly na Hradčanech, v Kobylisích, na Pankráci, na Masarykově nádraží, na Dejvickém nádraží a na mnohých dalších místech. Mezi nejbrutálnější zločiny patří masakr v tehdejší Úsobské ulici ze dne 6. května, kde příslušníci SS ve sklepě domu č. 253 postříleli 35 českých civilistů a na zahradě domu č. 254 dalších 16 neozbrojených osob. Jednalo se o starce, ženy (z toho 2 těhotné) a děti ve věku několik měsíců až tři roky. Kromě toho se nacisté dopouštěli dalších ohavných brutalit (např. rozpáraná břicha, vypíchané oči, rozdrcené lebky).
Mezi další zločiny Němců patří zákeřné střílení civilních osob ze zálohy, používání civilistů jako živých štítů při dobývání barikád, ostřelování sanitních vozů označených červeným křížem, vraždy parlamentářů apod. Posledními oběťmi nacismu byli lidé, kteří zahynuli v Praze či na jiných místech po vypršení termínu bezpodmínečné kapitulace v 00:01 hod. 9. května 1945, jenž některé německé jednotky nerespektovaly.

## Výsledky nových zkoumání

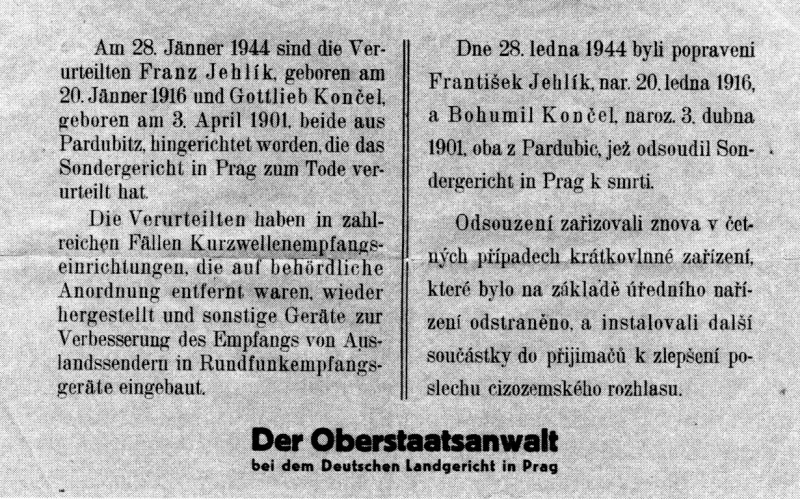
Oznámení o popravách za zdokonalení radiopřijímače pro poslech zahraničního rozhlasu

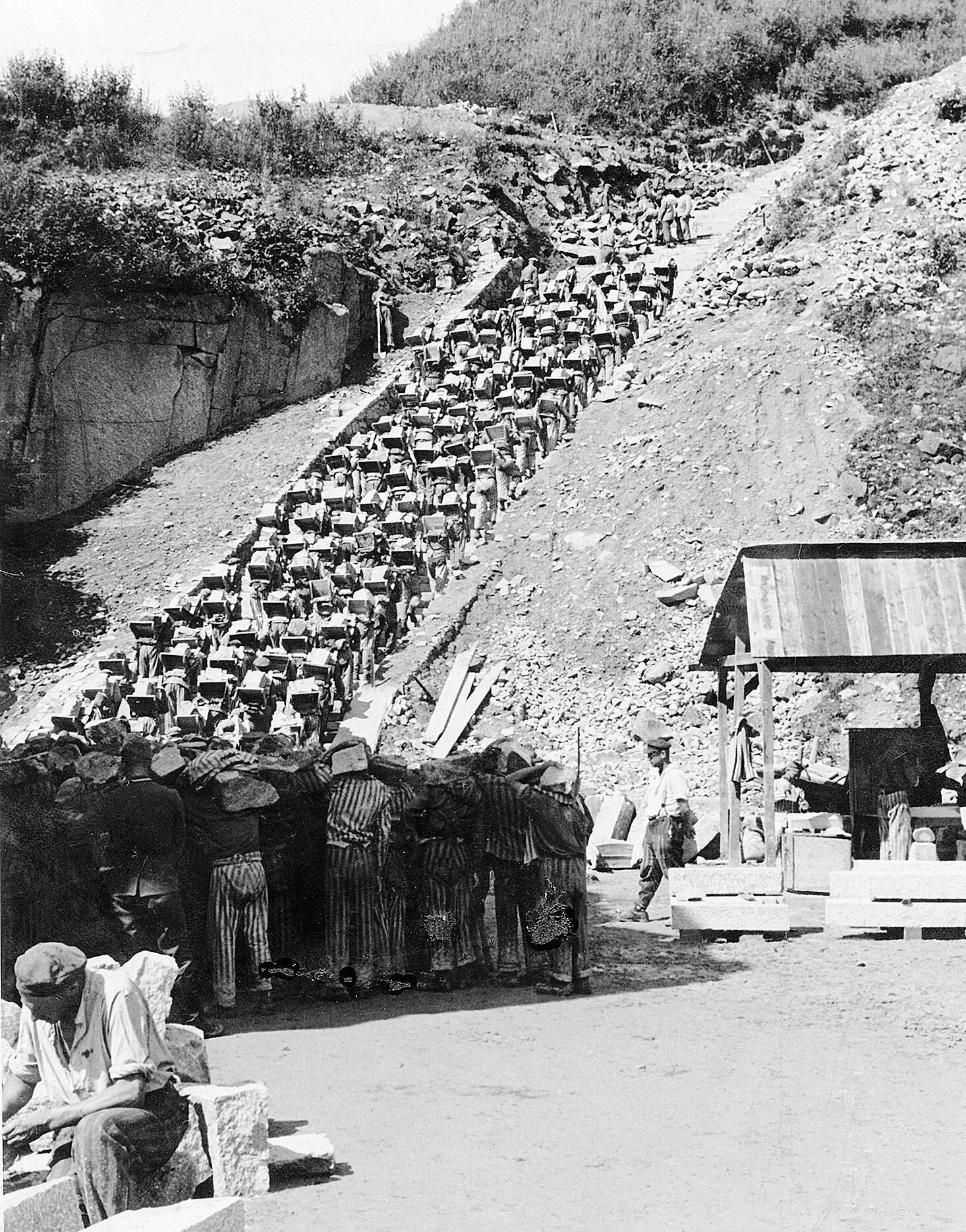
Koncentrační tábor Mauthausen-Gusen. Snímek zobrazuje pověstné schody smrti, po nichž vězni vynášeli půlmetrákové žulové kvádry k stavbě tzv. České zdi. Řada z nich zemřela vyčerpáním

V roce 2006 vydala obecně prospěšná společnost Živá paměť v nakladatelství Galén knihu Martina Hořáka a Tomáše Jelínka nazvanou Nacistická perzekuce obyvatel českých zemí. Autoři se zabývají přibližnými počty obětí, které se týkaly České republiky, resp. Protektorátu Čechy a Morava (nikoliv Československa) v době od 30. září 1938 a 9. květnem 1945. Počty obětí jsou uvedeny takto:
- Popravení: minimálně 8 237 „úředně“ popravených osob. Jejich skutečný stav je pravděpodobně vyšší, o některých se záznamy nedochovaly (např. veřejné popravy na konci války apod., skutečné číslo může činit kolem 10 000 osob)
- Oběti koncentračních táborů: jedná se o přibližně 20 000 osob

- Oběti z řad partyzánů: kolem 500 osob

- Oběti z řad nuceně nasazených: minimálně 3 461 ověřených případů, skutečný počet je vyšší

- Padlí a zavraždění v Květnovém povstání českého lidu: přes 8 000 osob

- Oběti z řad antifašistů v pohraničí: minimálně 1 000 osob
- Oběti z řad českého a polského obyvatelstva na Těšínsku: asi 2 000 osob

Autoři se zvlášť zajímají o židovské a romské oběti, které ve výzkumu nezahrnují mezi oběti výše uvedené:
- Oběti "konečného řešení židovské otázky": zhruba 73 000 osob

- Romské oběti - zhruba 6 000 osob, číslo je patrně vyšší

Počet obětí nacistické perzekuce v českých zemích tedy činí minimálně zhruba 122 tisíc obyvatel. Autoři knihy do tohoto počtu nezařazují oběti, které zemřely v důsledku leteckého bombardování. Uvádí se, že na následky leteckých útoků zemřelo v českých zemích asi 12 000 osob, ovšem do tohoto počtu jsou zahrnuti i Němci. Přesný počet takto zahynulých Čechů nelze zjistit. Dalšími oběťmi nacismu, které nejsou do čísel uvedených v této publikaci zahrnuty, jsou čeští občané, kteří zahynuli v řadách československých zahraničních vojsk na východě i na západě, čeští letci RAF, účastníci odboje v zahraničí a další nezvěstné osoby mimo území Protektorátu.

## Oběti leteckého bombardování

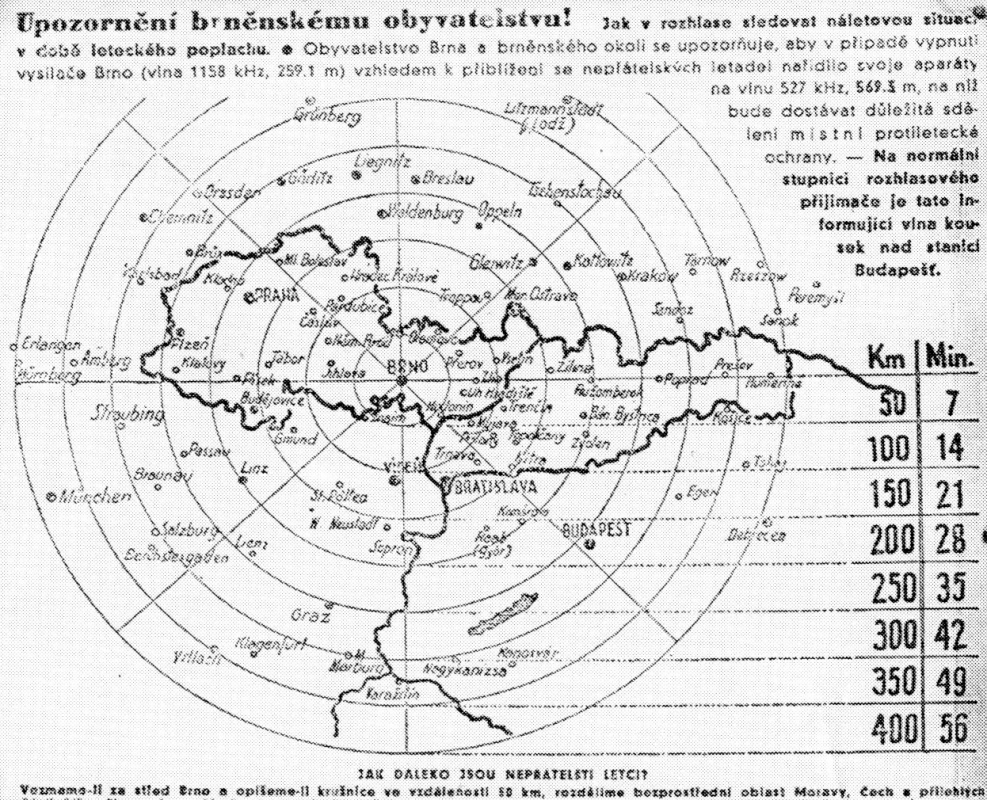
Upozornění brněnskému obyvatelstvu jak v rozhlase sledovat náletovou situaci

Počet obětí leteckého bombardování na území Protektorátu Čechy a Morava nelze specifikovat z národnostního hlediska zejména z těch důvodu, že na území velkých českých měst žila početná německá menšina už z předválečného období, dále zde byli Němci, kteří se sem přestěhovali v době války z Třetí říše a v závěru války i němečtí občané (tzv. „národní hosté“), kteří uprchli na základě tzv. Neronova rozkazu vydaném Adolfem Hitlerem před postupující Rudou armádou. Američané a Britové prováděli bombardování těžkým dálkovým letectvem, Sověti prováděli frontová bombardování v souvislosti s pozemními boji. Nejtěžší nálet amerických letadel na Prahu se uskutečnil 14. února 1945 a vyžádal si zhruba 700 obětí. Plzeň byla od února 1944 bombardována celkem osmkrát, při náletu britských letadel v noci z 16.–17. dubna 1945 zahynulo kolem 1 000 osob. Letouny západních spojenců bombardovaly několikrát např. města Brno, Zlín, České Budějovice, v obsazeném pohraničí se nejtěžší nálety uskutečnily na Ústí nad Labem a Cheb. Bombardování sovětským letectvem 8. a 9. května 1945 (např. Mělníka, Mladé Boleslavi, Děčína, Hrotovic a dalších měst a obcí zejména na území dnešních krajů Vysočina, Středočeského a Ústeckého) si vyžádalo asi 1 300 obětí - českých a německých civilistů a německých vojáků.

## Pochody smrti

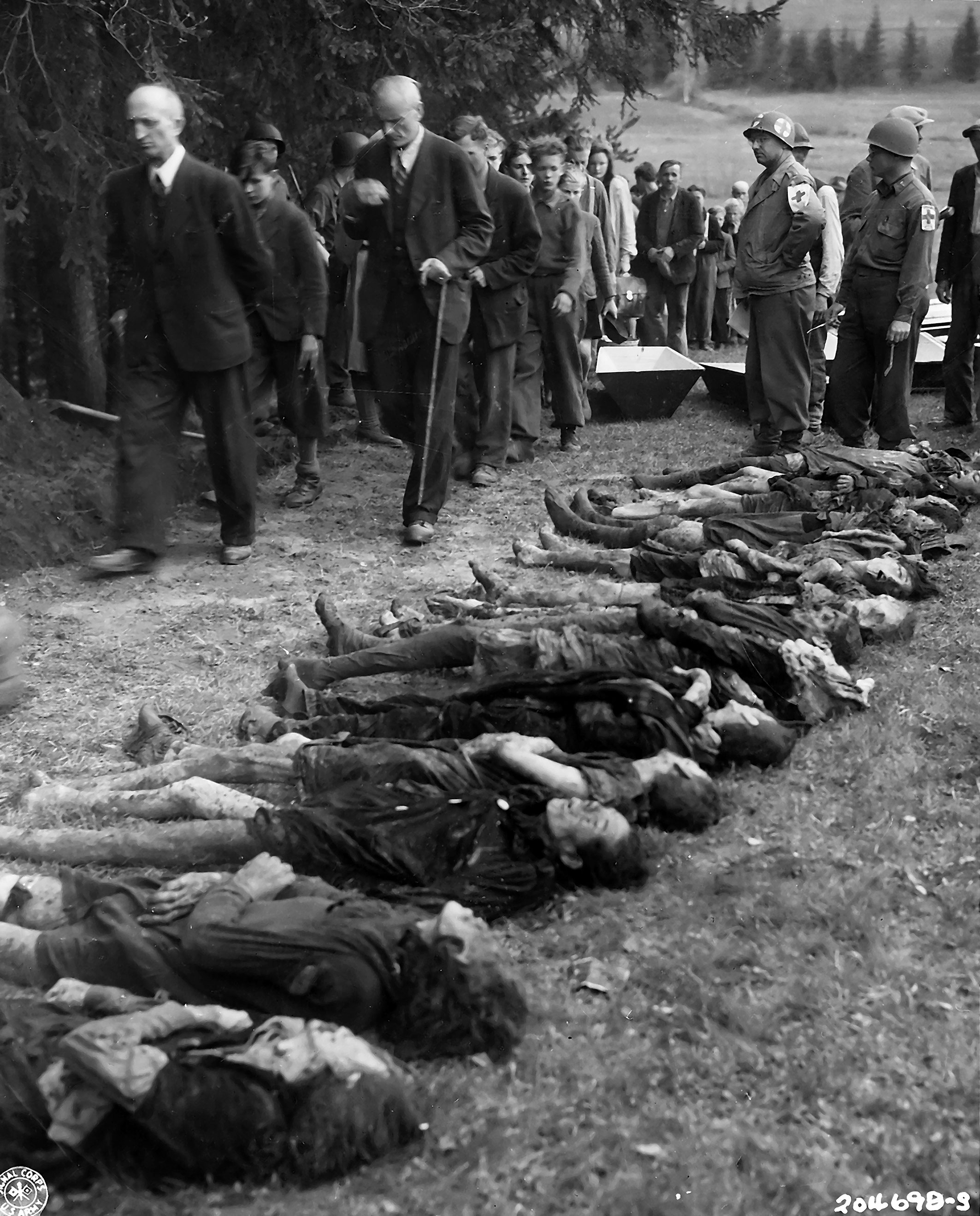
Oběti pochodu smrti ve Volarech. Po ukončení války donutili američtí vojáci Sudetské Němce k prohlídce těchto mrtvol

Specifickou skupinu obětí tvoří lidé, kteří zahynuli na území současné ČR při pochodech smrti. K nim docházelo přes české území počátkem roku 1945, kde se z tohoto období nachází množství masových hrobů, např. Nýrsko, Kaplice, Bohosudov, Blatno u Jesenice, Březno u Chomutova, Žihle u Plzně, Stod, Tachov, České Velenice, Volary, Omlenice a další.

## Německý teror na Slovensku
Po úplném obsazení Slovenského státu německými oddíly, které nastalo kvůli Slovenskému národnímu povstání, docházelo k vraždění obyvatelstva, na němž se podílely také proslulé kommanda „Edelweiss“ a Einheit Jozef, které společně s jednotkami SIPO-ZbV, POHG, HS a Hlinkovy mládeže povraždily více než 5 000 osob. Na Slovensku bylo vypáleno 90 obcí a osad a po ukončení války bylo odkryto 211 masových hrobů. Snad k nejotřesnějším exekucím docházelo v obci Nemecká, kde Němci prováděli exekuce ve vápenné peci. Lidé byli nejprve okradeni o cennosti a poté byli popraveni ranou do týla, přičemž jejich těla padala do rozpálené pece. Ve dnech 4. až 11. ledna 1945 zde zahynulo několik stovek osob, mezi nimiž byly i ženy, děti, osoby „rasově nevhodné“, či zajatí američtí letci, kteří předtím pomáhali povstalcům. Tyto německé válečné zločiny se staly jednou z nejhorších kapitol historie Slovenska za druhé světové války.

## Němci žijící v Československu
Počet bývalých československých Němců, kteří zahynuli během služby v německé armádě bylo něco okolo 190 až 199 tisíc. Není však jisté zda toto číslo nezahrnuje i Čechy s říšským občanstvím, kteří museli narukovat. Tito padlí však bývají řazeni k nacistickému Německu.